# 1927–1930-as Európa-kupa
Az 1927–1930-as Európa-kupa az Európa-kupa történetének első kiírása volt. A sorozatban Ausztria, Csehszlovákia, Magyarország, Olaszország és Svájc válogatottjai képviseltették magukat. 
A kupát az olasz labdarúgó-válogatott nyerte el, története során első alkalommal.

## A végeredmény
| Csapat        | M | Gy | D | V | Rg | Kg | Át   | P  |
| ------------- | - | -- | - | - | -- | -- | ---- | -- |
| Olaszország   | 8 | 5  | 1 | 2 | 21 | 15 | 1.40 | 11 |
| Ausztria      | 8 | 5  | 0 | 3 | 17 | 10 | 1.70 | 10 |
| Csehszlovákia | 8 | 4  | 2 | 2 | 17 | 10 | 1.70 | 10 |
| Magyarország  | 8 | 4  | 1 | 3 | 20 | 23 | 0.87 | 9  |
| Svájc         | 8 | 0  | 0 | 8 | 11 | 28 | 0.39 | 0  |

## Kereszttáblázat
|               | AUS | CSE | MAG | OLA | SVÁ |
| ------------- | --- | --- | --- | --- | --- |
| Ausztria      | XXX | 0-1 | 5-1 | 3-0 | 2-0 |
| Csehszlovákia | 2-0 | XXX | 1-1 | 2-2 | 5-0 |
| Magyarország  | 5-3 | 2-0 | XXX | 0-5 | 3-1 |
| Olaszország   | 0-1 | 4-2 | 4-3 | XXX | 3-2 |
| Svájc         | 1-3 | 1-4 | 4-5 | 2-3 | XXX |

## Díjak
| 1927–1930-as Európa-kupa bajnoka: |
| --------------------------------- |
| OLASZORSZÁG 1. cím                |

## Gólszerzők
| 6 gólos - Julio Libonatti - Gino Rossetti 5 gólos - Hirzer Ferenc 4 gólos - Josef Silný - František Svoboda - Kohut Vilmos - Takács József - Max Abegglen 3 gólos - Johann Horvath - Siegl József - Ferdinand Wesely - Antonín Puč - Giuseppe Meazza - André Abegglen Öngól - Widmer (Magyarország ellen) - (angolul) |